# Federación Bielorrusa de Fútbol
La Federación Bielorrusa de Fútbol (BFF) (en bielorruso: Беларуская Фэдэрацыя Футбола) es el organismo rector del fútbol en Bielorrusia, con sede en Minsk. Organiza el campeonato de Liga y de Copa de Bielorrusia, así como los partidos de la selección nacional en sus distintas categorías. 
Fue fundada en 1989. Es miembro de pleno derecho de la FIFA desde 1992 y de la UEFA desde 1993.